# C1QTNF5
C1QTNF5 (англ. C1q and TNF related 5) – білок, який кодується однойменним геном, розташованим у людей на короткому плечі 11-ї хромосоми. Довжина поліпептидного ланцюга білка становить 243 амінокислот, а молекулярна маса — 25 298.
| 10         |  | 20         |  | 30         |  | 40         |  | 50         |
| ---------- |  | ---------- |  | ---------- |  | ---------- |  | ---------- |
| MRPLLVLLLL |  | GLAAGSPPLD |  | DNKIPSLCPG |  | HPGLPGTPGH |  | HGSQGLPGRD |
| GRDGRDGAPG |  | APGEKGEGGR |  | PGLPGPRGDP |  | GPRGEAGPAG |  | PTGPAGECSV |
| PPRSAFSAKR |  | SESRVPPPSD |  | APLPFDRVLV |  | NEQGHYDAVT |  | GKFTCQVPGV |
| YYFAVHATVY |  | RASLQFDLVK |  | NGESIASFFQ |  | FFGGWPKPAS |  | LSGGAMVRLE |
| PEDQVWVQVG |  | VGDYIGIYAS |  | IKTDSTFSGF |  | LVYSDWHSSP |  | VFA        |

A: Аланін

C: Цистеїн

D: Аспарагінова кислота

E: Глутамінова кислота

F: Фенілаланін

G: Гліцин

H: Гістидин

I: Ізолейцин

K: Лізин

L: Лейцин

M: Метіонін

N: Аспарагін

P: Пролін

Q: Глутамін

R: Аргінін

S: Серин

T: Треонін

V: Валін

W: Триптофан

Секретований назовні.